# Jasmineira pacifica
Jasmineira pacifica är en ringmaskart som beskrevs av Annenkova 1937. Jasmineira pacifica ingår i släktet Jasmineira och familjen Sabellidae.
Artens utbredningsområde är Mexikanska golfen. Inga underarter finns listade i Catalogue of Life.